# Xã Bowen, Quận Mississippi, Arkansas
Xã Bowen (tiếng Anh: Bowen Township) là một xã thuộc quận Mississippi, tiểu bang Arkansas, Hoa Kỳ. Năm 2010, dân số của xã này là 4.218 người.